# Saint-Donat, Lanaudière
Saint-Donat är en kommun i provinsen Québec i Kanada, vars centrum är tätorten (centre de population) Saint-Donat-de-Montcalm. Den ligger i regionen Lanaudière, i den sydöstra delen av landet, 150 km nordost om huvudstaden Ottawa.